# Hörnchen
Die Hörnchen (Sciuridae) sind eine Familie aus der Ordnung der Nagetiere (Rodentia). Unter anderem gehören das Eurasische Eichhörnchen, das Streifenhörnchen und das europäische Ziesel zu dieser Familie. Insgesamt werden die Hörnchen heute in 51 Gattungen mit etwa 270 bis 280 Arten eingeteilt, wobei die Klassifikation noch im Fluss ist. Hörnchen sind auf der ganzen Welt außer in Australien, Madagaskar und der Antarktis verbreitet.
Hörnchen sind, anders als die meisten Nagetiere, zum größten Teil tagaktiv und ernähren sich vor allem von Pflanzenteilen, Früchten und Samen sowie von Insekten. In ihrer Größe variieren die Arten sehr stark, einzelne Arten sind sehr klein mit Kopf-Rumpf-Längen von etwa sieben Zentimetern bei einem Körpergewicht von etwa 15 Gramm und andere Arten erreichen Kopf-Rumpf-Längen von bis zu 65 Zentimetern und einem Gewicht von bis zu 6,5 Kilogramm. Der Körper ist vor allem bei den baumlebenden Arten meistens schlank mit langem und buschigem Schwanz, bodenlebende Arten wie die Murmeltiere sind in der Regel gedrungener und besitzen einen kürzeren Schwanz.

## Merkmale

### Habitus und Größe
Die Hörnchen sind in ihrer Größe und in ihrem Erscheinungsbild sehr variabel. Die Körperform ist vor allem bei den baumlebenden Arten in der Regel schlank und langgezogen mit langem und buschigem Schwanz, bodenlebende Arten sind in der Regel gedrungener und besitzen einen kürzeren Schwanz. Grundsätzlich können dabei drei Grundtypen unterschieden werden: die baumlebenden Baum- und Schönhörnchen, die Erdhörnchen und die Gleithörnchen. Die bodenlebenden Arten der Erdhörnchen haben in der Regel einen kompakten Körper und kurze Gliedmaßen. Die Vorderfüße sind in der Regel breit und stumpf ausgebildet und sie besitzen kurze und stumpfe Finger, die zum Graben eingesetzt werden. Baumlebende Hörnchen haben längere und muskulöse Arme und Beine sowie längere Ohren und einen langen Schwanz. Gleithörnchen sind vor allem durch ihre behaarten Gleithäute an den Körperseiten gekennzeichnet, die zwischen den Armen, einem Knorpelsporn an den Händen und den Beinen aufgespannt sind. Bei diesen Arten sind die Arme und Beine sehr lang im Vergleich zu denen anderer Hörnchen.
Die kleinsten Hörnchenarten gehören zu den baumlebenden Afrikanischen und Asiatischen Zwerghörnchen (Myosciurus und Excilisciurus), die jeweils eine Kopf-Rumpf-Länge von etwa 7 cm und ein Gewicht von etwa 15 Gramm aufweisen. Unter den Gleithörnchen sind die Kleinstgleithörnchen (Petaurillus) mit ebenfalls etwa 7 Zentimetern Kopf-Rumpf-Länge die kleinsten Arten, das Gewicht dieser Tiere liegt bei etwa 13,5 Gramm. Diese Arten sind damit kleiner als viele Arten der Mäuse. Unter den Erdhörnchen sind die Arten der Streifenhörnchen (Tamias) mit einer minimalen Kopf-Rumpf-Länge einzelner Arten von etwa 10 Zentimetern die kleinsten Vertreter, wobei diese in der Regel ebenfalls baumlebend sind. Diese kleinen Arten leben häufig in strukturreichen Habitaten, wie tropischen Regenwäldern in Südostasien oder den Übergangsbereichen zwischen Wald- und Steppengebieten in Nordamerika, mit sehr unterschiedlichen und diversen Möglichkeiten, ökologische Nischen zu etablieren und spezifische Nahrungs- und Raumressourcen zu nutzen. Zugleich benötigen diese kleinen Arten jedoch in Relation zu ihrer Körpergröße die meiste Energie, was eine Konzentration kleinerer Arten in den Tropen erklärt, und sie sind häufig einem größeren Druck durch Fressfeinde ausgesetzt als größere Arten.

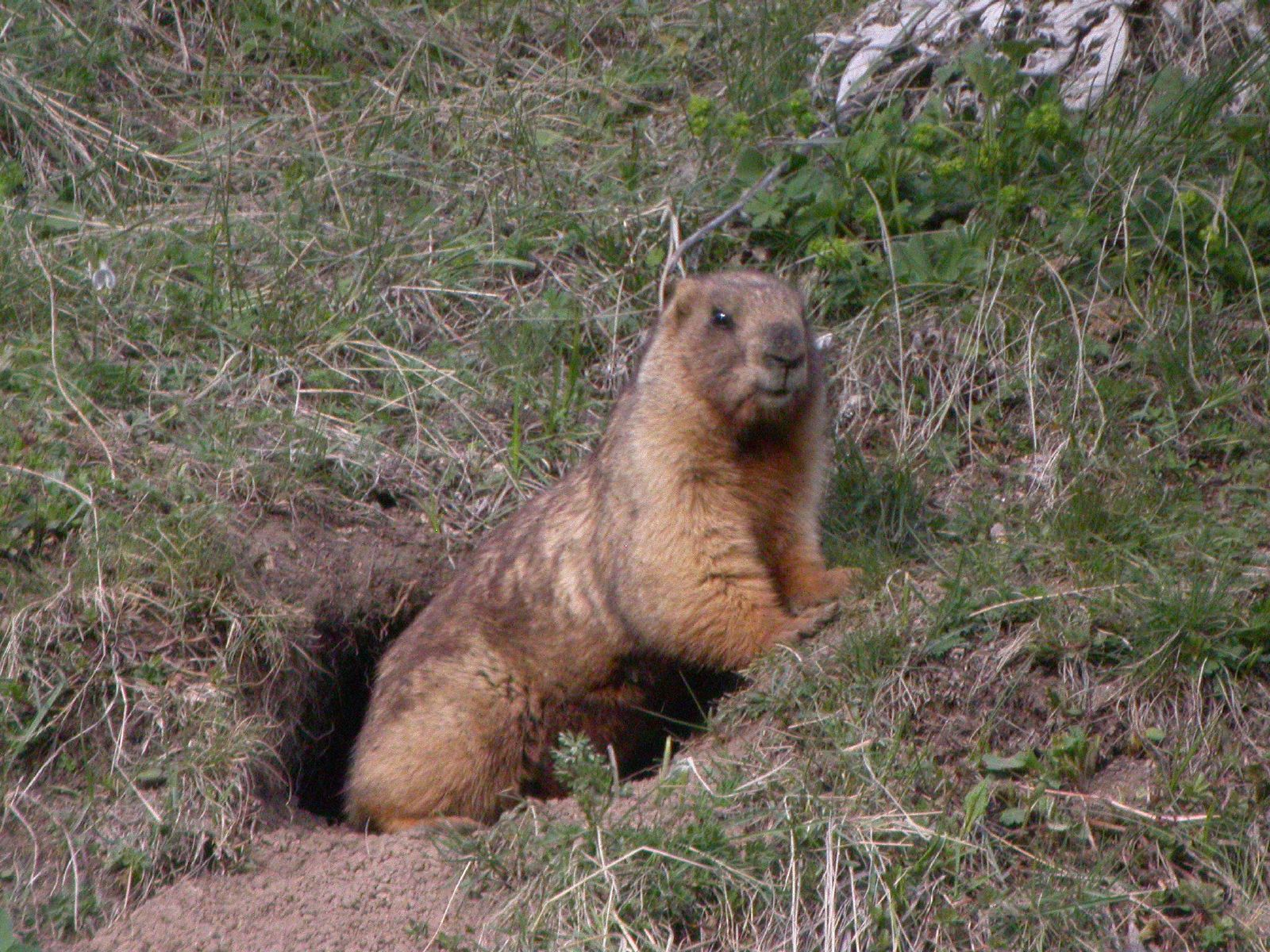
Graues Murmeltier (Marmota baibacina); Murmeltiere sind die größten und schwersten Arten der Hörnchen

Im Kontrast zu diesen Arten stehen die Murmeltiere (Marmota) als größte Arten der Hörnchen, vor allem das Graue Murmeltier (Marmota baibacina) mit einer Kopf-Rumpf-Länge von bis zu 65 Zentimetern und einem Gewicht von bis zu 6,5 Kilogramm, zum Ende des Sommers und vor dem Winterschlaf teilweise sogar bis zu 8 Kilogramm. Unter den baumlebenden Arten stellen die primatenähnlichen Riesenhörnchen die größten Arten dar, sie erreichen eine Kopf-Rumpf-Länge von bis zu 45 Zentimetern bei einem Gewicht von bis zu 3 Kilogramm. Von den Flughörnchen sind die Riesengleithörnchen (Petaurista) die größten Arten mit einer Kopf-Rumpf-Länge von bis zu 60 Zentimetern bei einem Gewicht von bis 2 Kilogramm; trotz ihres Körpergewichts sind sie in der Lage, in ihrem Lebensraum lange Strecken zu gleiten. Im Gegensatz zu den kleinen Arten ist der relative Energiebedarf dieser Arten gering, auch wenn die Individuen selbst mehr Nahrung benötigen, und die Tiere lagern häufig Fettreserven an, um Kälteperioden in ihrem Lebensraum zu überbrücken (Winterschlaf).
Bei den meisten Hörnchenarten gibt es keinen ausgeprägten Sexualdimorphismus, die Männchen und Weibchen der Arten unterscheiden sich also nicht signifikant in ihrem Aussehen und ihrer Größe. Dies trifft vor allem auf die baumlebenden Arten zu, bei denen Männchen und Weibchen äußerlich nicht oder nur anhand der Genitalien unterschieden werden können. Bei einzelnen dieser Arten unterscheidet sich das Körpergewicht leicht, meistens sind die Männchen etwas schwerer. Bei den bodenlebenden Murmeltieren und Präriehunden (Cynomys) können geschlechtsspezifische Unterschiede dagegen sehr ausgeprägt sein und bei einigen Arten können die Männchen ein Körpergewicht von als 10 bis 50 % zusätzlich zu dem der Weibchen aufweisen und zugleich auch signifikant größer sein. Bei den Streifenhörnchen sind dagegen häufig die Weibchen signifikant größer als die Männchen. Dies ist besonders ausgeprägt beim Kleinen Streifenhörnchen, bei dem die Weibchen etwa 10 % mehr Körpermasse haben als die Männchen.

### Äußere Merkmale

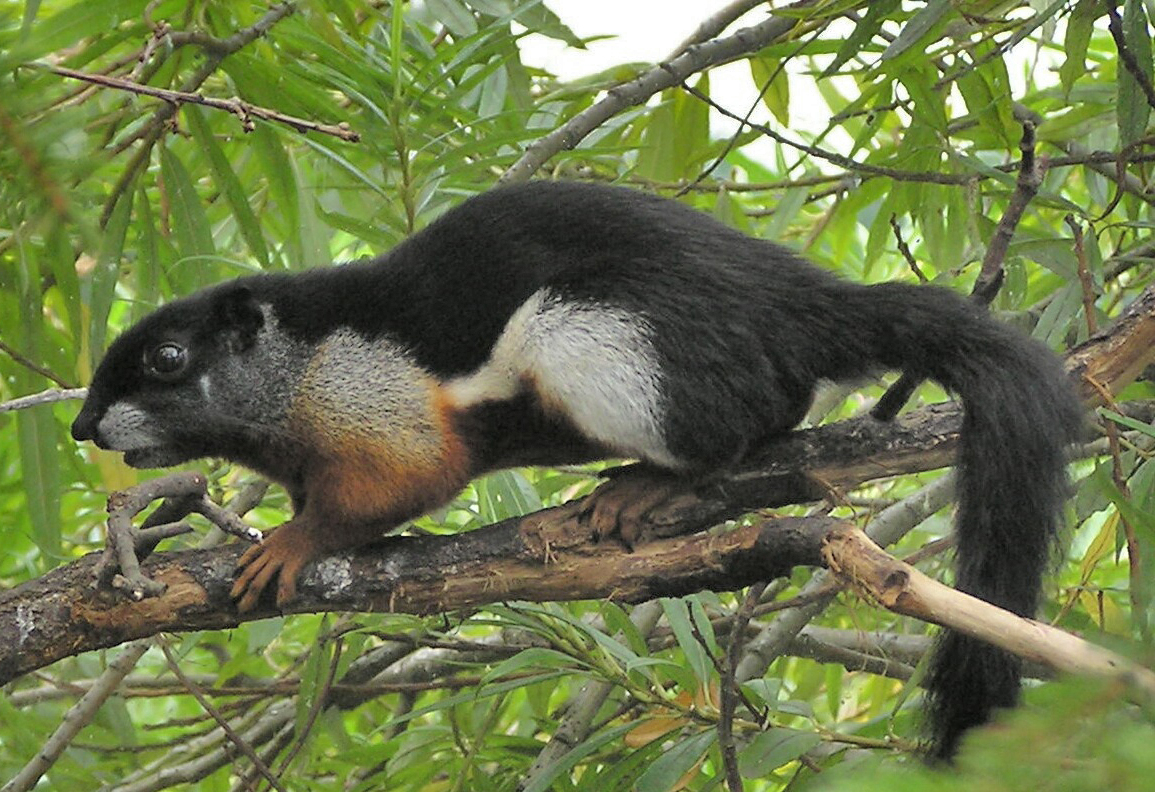
Prevost-Hörnchen (Callosciurus prevostii) mit ausgeprägter bunter Färbung

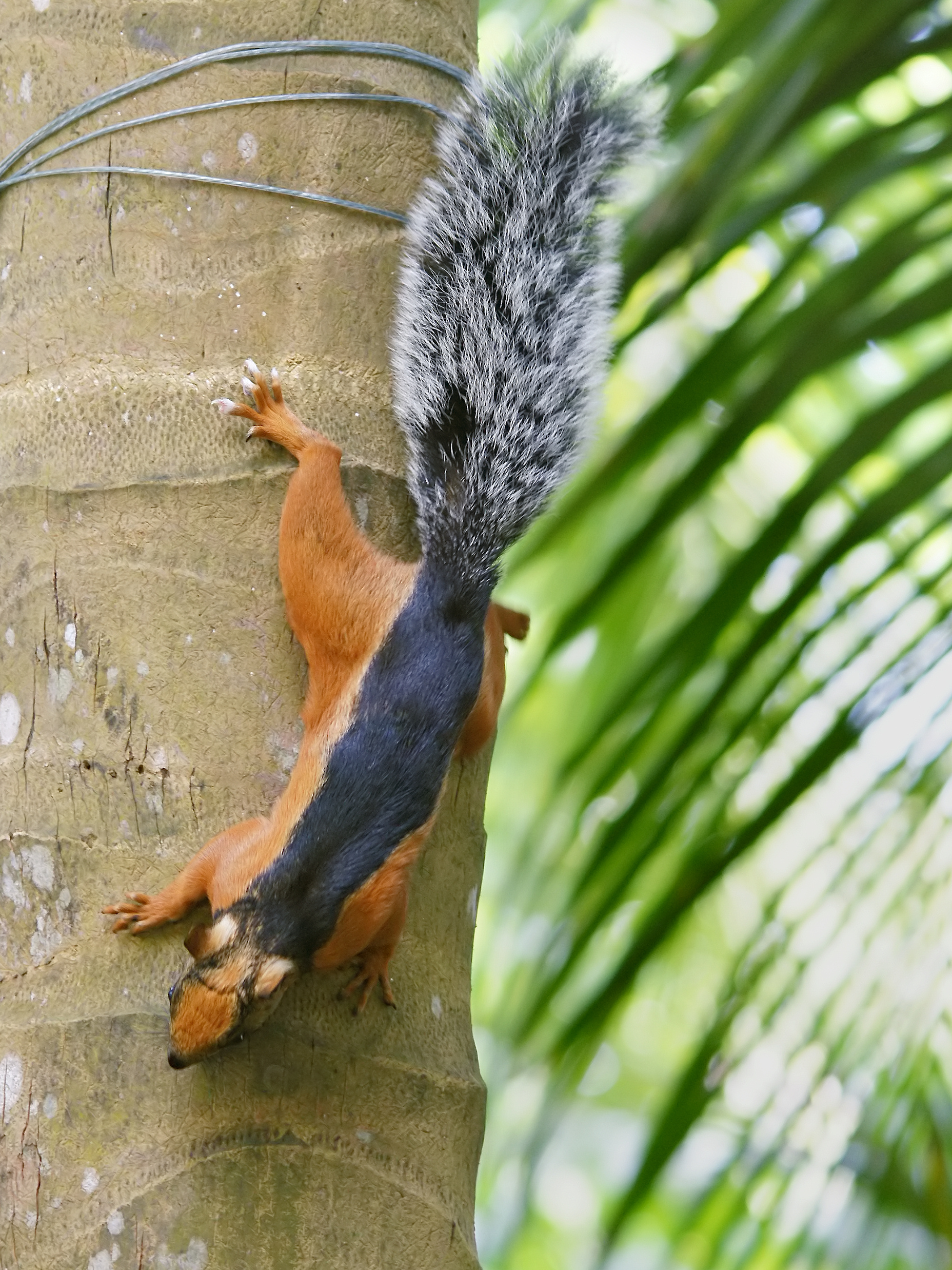
Bunthörnchen der Unterart Sciurus variegatoides atrirufus mit auffällig rotbrauner Färbung und schwarzem Rückenstreifen

Der Körper aller Hörnchen ist mit einem dichten Fell bedeckt, das auch den Schwanz bedeckt. Die einzigen Bereiche des Körpers, die keine Behaarung aufweisen, sind die Fußsohlen und die Nase. Im Bereich des Hodensacks der Männchen ist die Behaarung in der Regel nur spärlich ausgebildet und häufig sind auch die Ohren und der Schwanzansatz weniger behaart als der restliche Körper. Das Fell besteht aus einem dichten Wollhaar und dem längeren Deckhaar, das in der Regel 20 bis 50 % länger als die Haare der Unterwolle ist. Wie bei anderen Säugetieren dient das Fell vor allem der Thermoregulation, es kann jedoch auch zusätzlich wasserabweisend sein und andere Eigenschaften als Schutz vor der Umwelt aufweisen. Hinzu kommen Fühlhaare (Vibrissen), die in der Regel deutlich länger als die Fellhaare sind und als Sinnesorgane dazu dienen, Vibrationen aufzunehmen und Berührungen mit dem Substrat oder mit anderen Individuen wahrzunehmen. Sie sind vor allem am Kopf im Bereich der Wangen und um die Lippen, um die Augen und am Kinn ausgebildet, einige Vibrissen befinden sich zudem am Rücken der Tiere. Zudem besitzen die Tiere Vibrissen an den Händen (Carpalvibrissen), die sich wahrscheinlich als Anpassung an das Baumleben entwickelt haben. Diese spielen vor allem bei den Gleithörnchen eine zentrale Rolle für die Orientierung im Luftraum und für die sichere Landung auf sich bewegenden Ästen.
Die Färbung der Tiere ist sehr variabel und reicht von einfarbigen schwarzgrauen, grauen, braunen und rotbraunen Tieren bis zu Arten mit ausgeprägter Körperzeichnung, Rückenstreifen und auch mehrfarbigen Tieren etwa bei den Schönhörnchen (Callosciurinae) oder beim Bunthörnchen (Sciurus variegatoides). Bei vielen Arten variiert die Färbung zudem sehr stark, teilweise zwischen Unterarten und teilweise auch innerhalb einzelner Populationen. Zudem kommen auch vollständig melanistische und auch unpigmentierte Tiere vor, echter Albinismus ist dagegen sehr selten. Melanistische Tiere sind vor allem als dominante Variante bei den nördlichen Populationen des Grauhörnchens (Sciurus carolinensis) in Kanada bekannt, wo die schwarze Färbung vor allem im Winter zusätzliche Vorteile der Thermoregulation bietet, ohne im Sommer Nachteile für die Tiere zu haben. Von der gleichen Art kommen in Teilen des Verbreitungsgebietes allerdings auch rein albinotische Populationen vor. Bei den meisten Arten erscheint das Fell meliert oder gräulich durchsetzt, da die einzelnen Haare in der Regel in verschiedenen hellen und dunklen Farbschattierungen geringelt sind. Beeinflusst wird die Verteilung durch das Gen agouti und sie führt dazu, dass sich die Körperfarbe mit der Bewegung der Tiere in der Regel verändert und die Tiere in ihrer Umwelt damit besser getarnt und weniger sichtbar sind. Zudem sind die meisten Hörnchen auf der Oberseite eher dunkel und unterseits eher hell gefärbt, hinzu kommen art- oder gattungsspezifisch verschiedene Zeichnungen wie helle oder dunkle Rücken- und Seitenstreifen, Augenbinden, Hinterohrflecken und ähnliche Merkmale. Neben den genannten Farben finden sich jedoch auch in fast allen Hörnchengruppen leuchtende Farben wie kräftige Gelb-, Orange- und Rottöne, vor allem bei größeren baumlebenden Arten der Tropen.

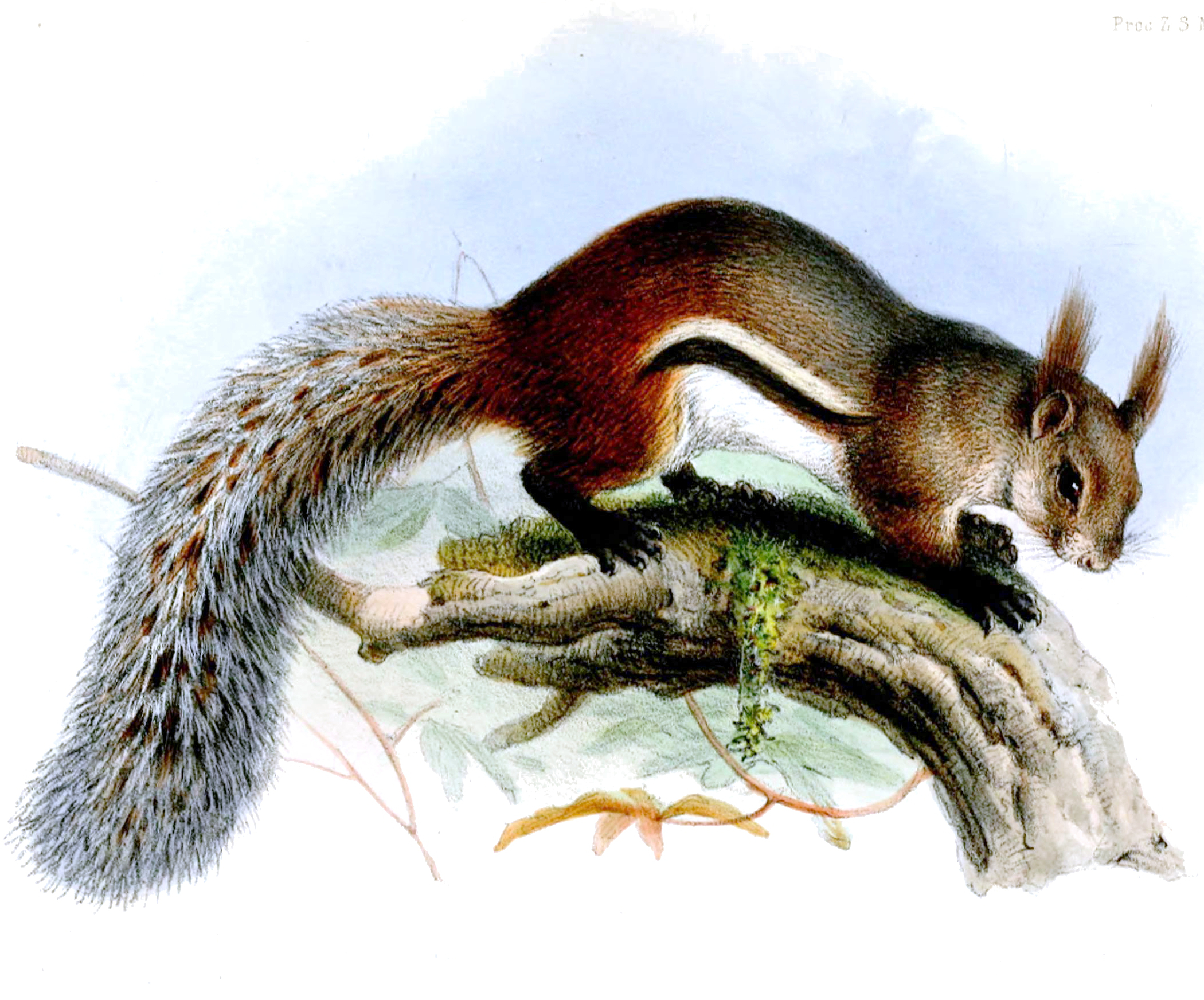
Den längsten Schwanz im Vergleich zur Körperlänge unter den Hörnchen hat das Borneo-Hörnchen (Rheithrosciurus macrotis).

Viele Arten der Hörnchen, vor allem die baumlebenden Arten, haben einen ausgeprägten und stark buschig behaarten Schwanz, der bis zu 50 % der Gesamtlänge der Tiere ausmachen kann. Den längsten Schwanz im Vergleich zur Körperlänge weist dabei das Borneo-Hörnchen (Rheithrosciurus macrotis) auf, bei dem der Schwanz etwa 30 % länger ist als der restliche Körper. Bei fast allen Arten der größeren Baumhörnchen ist der Schwanz buschig und von langen Haaren bedeckt während er bei vielen kleineren Arten und den Gleithörnchen aufgrund der unterschiedlichen Haarlängen an der Ober- und Unterseite im Vergleich zu den Seiten häufig abgeflacht und zugleich weniger lang behaart ist. Viele Arten der Erdhörnchen besitzen dagegen einen deutlich kürzeren Schwanz, der von kurzen und borstigen Haaren besetzt ist. Bei vielen Arten wird der Schwanz über dem Rücken getragen und im Sitzen hinter dem Körper aufgestellt, bei einigen Arten wird er dagegen gestreckt und hängend getragen. Der Schwanz hat bei den Hörnchen verschiedene Funktionen. Er dient als Stabilisator und bei Sprüngen und Gleitflügen auch als Ruder zur Steuerung, zudem als Schattenspender und durch ein sehr feines Kapillarnetz auch zur Abgabe überschüssiger Hitze. Hinzu kommen Funktionen in der Kommunikation und bei einigen Arten auch die Tarnung in der Vegetation.
Die Hinterfüße weisen grundsätzlich fünf Zehen auf, die Vorderfüße besitzen vier Finger. An allen Zehen und Fingern befinden sich Krallen, nur der Daumen besitzt in der Regel einen flachen Nagel.

### Skelettmerkmale
| 1 | · | 0 | · | 1-2 | · | 3 | = 20-22 |
| 1 | · | 0 | · | 1   | · | 3 | = 20-22 |

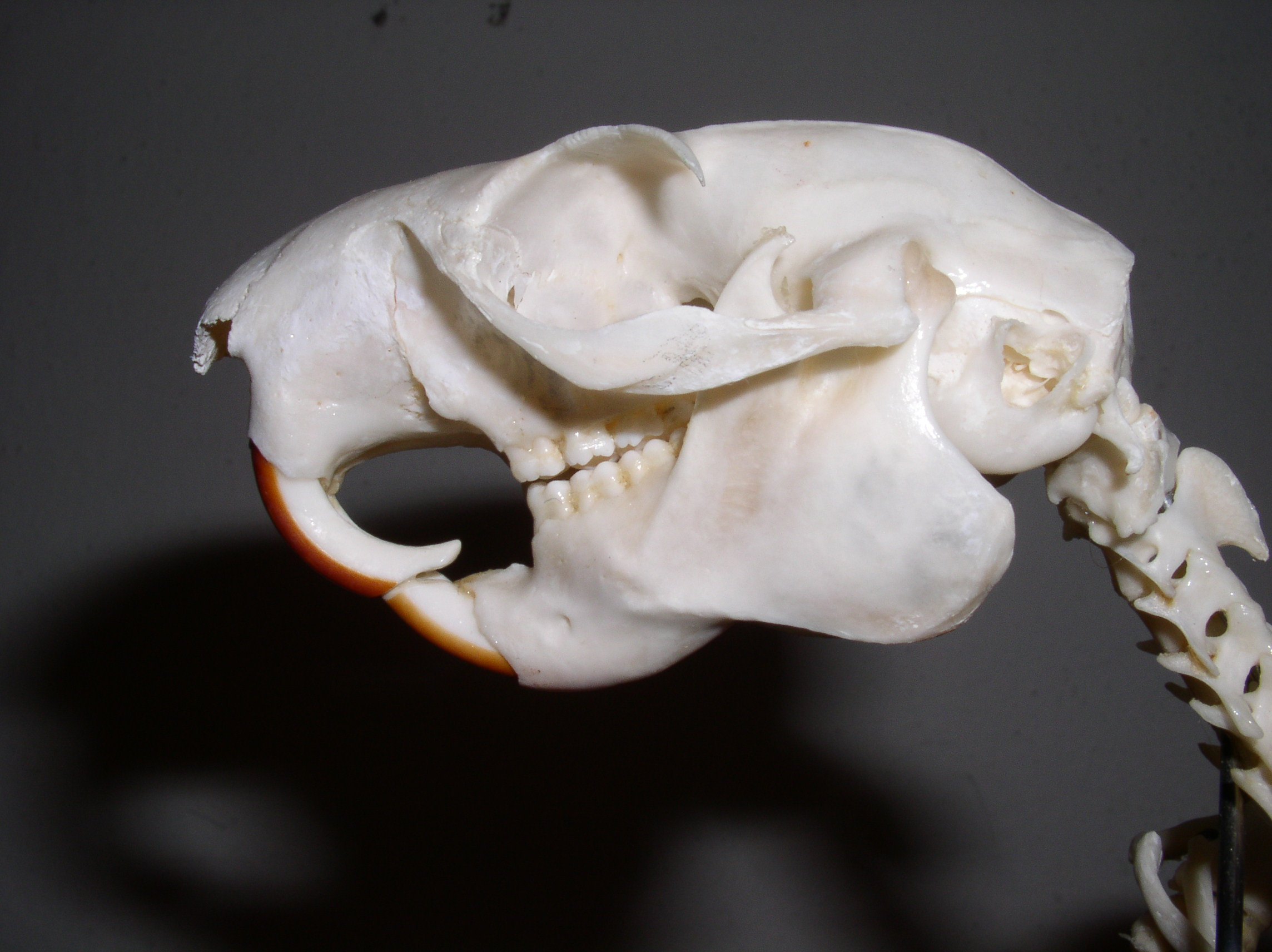
Der Schädel eines Riesenhörnchens: Deutlich zu sehen sind der vergrößerte Jochbogen, der kräftige Unterkiefer, die großen Nagezähne, die zahnfreie Lücke und die Backenzähne.

Der Schädel der Hörnchen entspricht generell dem anderer Nagetiere. Er ist in der Regel kurz mit einer verhältnismäßig kurzen Schnauze und einem gebogenen Profil. Die Kiefer sind im Vergleich zu anderen Nagetieren einfach aufgebaut, der Unterkiefer ist kräftig ausgebildet. Der Jochbogen ist vergrößert und lang ausgebildet mit einer breiten und geneigten vorderen Jochbogenplatte, die als Ansatzpunkt des seitlichen Strangs des Musculus masseter dient. Der oberflächliche Massetermuskel entspringt vorn an der Schnauzenunterseite unterhalb des sehr kleinen Foramen infraorbitale an einem kleinen Fortsatz oder einer Verdickung des Knochens, der äußere Massetermuskel erstreckt sich bis zur Schnauzengegend. Sie besitzen damit einen für sie typischen Schädelbau mit einem als Sciuromorphie bezeichneten Jochbogen-Masseter-Bau, der sich deutlich von dem myomorphen Bau der Mäuse und Ratten und dem hystricomorphen Bau der Meerschweinchenverwandten unterscheidet. 
Der hintere Bereich des Jochbogens steht in Kontakt mit dem Stirnbein. Die postorbitalen Fortsätze sind deutlich ausgebildet, die großen Paukenhöhlen (Bullae) sind abgeflacht. Der knöcherne Gaumen ist breit und vergleichsweise kurz, er endet auf gleicher Höhe wie die Molaren.
Die Tiere besitzen im Oberkiefer und im Unterkiefer pro Hälfte je einen Schneidezahn (Incisivus), dem eine Zahnlücke (Diastema) folgt. Hierauf folgen im Oberkiefer je einer bis zwei Prämolaren und im Unterkiefer je ein Prämolar sowie drei Molaren. Insgesamt verfügen die Tiere damit über ein Gebiss aus 20 bis 22 Zähnen. Das Gebiss der Hörnchen ist ein typisches Nagetiergebiss mit großen Nagezähnen, die darauf folgende zahnfreie Lücke und die dahinterliegenden brachydonten Backenzähne (Prämolaren und Molaren). Die stetig nachwachsenden Nagezähne sind meißelartig ausgebildet und mit einem starken Zahnschmelz bedeckt, die Zahnwurzeln reichen weit in die Unter- und Oberkieferknochen hinein. Die Rückseite ist dagegen in der Regel weich mit einer deutlich dünneren Schmelzschicht. Sie können sich art- und ernährungstypisch unterscheiden und werden durch den ständigen Gebrauch kurz gehalten, sie schärfen sich gegenseitig durch das gegenseitige Aneinanderreiben. Missgebildete Zähne, etwa durch Verletzungen der Wurzel oder durch asymmetrisches Wachstum, können dazu führen, dass die Tiere nicht mehr in der Lage sind, Nahrung aufzunehmen oder dass die Zähne im Bogen in den Schädel zurückwachsen. Die Mahlzähne, also die Prämolaren und Molaren, haben eine feste Zahnhöhe und nur vergleichsweise flache Zahnwurzeln. Der bei einigen Arten vorhandene P3 (Prämolar 3) ist in der Regel nur sehr klein ausgebildet. Die Kronen besitzen eine arttypische Schmelzoberfläche aus Falten und Erhebungen, die der Zerkleinerung der Nahrung dienen.
Die Wirbelsäule entspricht in ihrem Aufbau der anderer Nagetiere. Die letzten Lendenwirbel vor dem Schwanzansatz sind allerdings häufig verkleinert, um die Beweglichkeit und Flexibilität des Schwanzes zu gewährleisten.
Alle männlichen Hörnchen besitzen einen artspezifischen Penisknochen (Bacculum), dessen Form bei vielen Arten zur eindeutigen Artbestimmung herangezogen wird. Zudem ist bei den weiblichen Tieren ein Klitorisknochen (Baubellum) ausgebildet, der vor allem zur Unterscheidung der nordamerikanischen Streifenhörnchen genutzt wird.

## Verbreitung
Hörnchen sind natürlich auf allen Kontinenten mit Ausnahme von Australien und Antarktika verbreitet. Sie fehlen zudem auf Madagaskar, im südlichen Südamerika, auf Grönland sowie auf zahlreichen weiteren Inseln und in verschiedenen Wüstengebieten wie etwa der Sahara. In Australien wurden im 19. Jahrhundert mit dem Grauhörnchen (Sciurus carolinensis) und dem Nördlichen Palmenhörnchen (Funambulus pennantii) zwei Hörnchenarten eingeführt, von denen sich allerdings nur das Nördliche Palmenhörnchen halten konnte.
Einige der Arten haben eine sehr weite Verbreitung, etwa das Eurasische Eichhörnchen sowie das Grauhörnchen, andere Arten leben als Endemiten in sehr eng begrenzten Gebieten, darunter etwa zahlreiche Arten der Gleithörnchen und Schönhörnchen auf Inseln in Südostasien oder verschiedene Streifenhörnchen in einzelnen Höhenzügen in Nordamerika.

## Lebensweise
Mit Ausnahme der fast durchweg nachtaktiven Flughörnchen sind die meisten Arten tagaktiv. Sie ernähren sich vor allem herbivor von Nüssen und anderen Samen, Früchten und anderen Pflanzenteilen sowie seltener auch von Insekten und anderen wirbellosen Tieren, kleinen Wirbeltieren sowie Vogeleiern und Jungvögeln. Die Tiere setzen ihre Nagezähne dabei ein, Schalen von Samen aufzunagen, Rinden abzuschaben, Löcher in Holz zu nagen und Objekte anzuheben. Die Zerkleinerung der Nahrung erfolgt durch die Mahlzähne im hinteren Teil des Gebisses vor allem durch Vor- und Rückwärtsbewegungen der Kiefer.
In den Bäumen lebende Hörnchen sind sehr agile Tiere, die weite Sprünge machen können und sich auch bei Stürzen selten verletzen. Sie bauen ihre Nester in Baumhöhlen oder Astgabeln. Dagegen leben die meisten Erdhörnchen in Gängen, die sie unterirdisch anlegen. Sie bleiben stets in der Nähe dieser Höhlen und fliehen beim Nahen eines Feindes ins Innere.

## Parasiten
Die Tierlausfamilie Enderleinellidae kommt ausschließlich bei Hörnchen vor und hat sich in der Evolution zusammen mit ihnen entwickelt. Dabei haben die Vertreter der Baumhörnchen jeweils eine artspezifische Läuseart, während bei den Echten Erdhörnchen eine Lausart bei mehreren enger verwandten Arten vorkommt. Weitere bei Hörnchen vorkommende Läusegattungen sind Neohaematopinus, Linognathoides, Johnsonphthirus und Polyplax.

## Evolution und Systematik

### Stammesgeschichte
Die fossile Überlieferung der Hörnchen beginnt im späten Eozän. Die ältesten bekannten Fossilien stammen dabei aus dem nordamerikanischen Chadronium und sind etwa 37 Millionen Jahre alt. Die Hörnchen entstammen wahrscheinlich einer gemeinsamen Stammlinie mit den Aplodontiidae, deren einziger rezenter Vertreter das nordamerikanische Stummelschwanzhörnchen ist. Als wahrscheinlicher gemeinsamer Vorfahr wird ein Vertreter der Ischyromyidae diskutiert, der der Gattung Reithroparamys ähnlich war.
Unter den Baumhörnchen stammen die ältesten Fossilien von der in mehreren Teilen der Vereinigten Staaten nachgewiesenen Gattung Douglassciurus, die als älteste bekannte Art der Baumhörnchen gilt. Das Skelett entspricht dabei weitgehend denen moderner Baumhörnchen der Gattung Sciurus, das sciuromorphe Kopfskelett und die entsprechende Muskulatur sind allerdings noch nicht vorhanden und der Schädel besitzt stattdessen einen protrogomorphen Jochbogen-Masseter-Bau. Weitere nahe verwandte Gattungen innerhalb der frühen Baumhörnchen sind Protosciurus, Cedromus und Miosciurus.
Innerhalb der Flughörnchen stellt wahrscheinlich Hesperopetes die älteste Gattung unter den bekannten Fossilfunden dar. Aus dem frühen Oligozän ist zudem die Gattung Oligopetes dokumentiert und eine weitere nahe verwandte Gattung ist Lophiparamys.

### Taxonomie und Systematikgeschichte

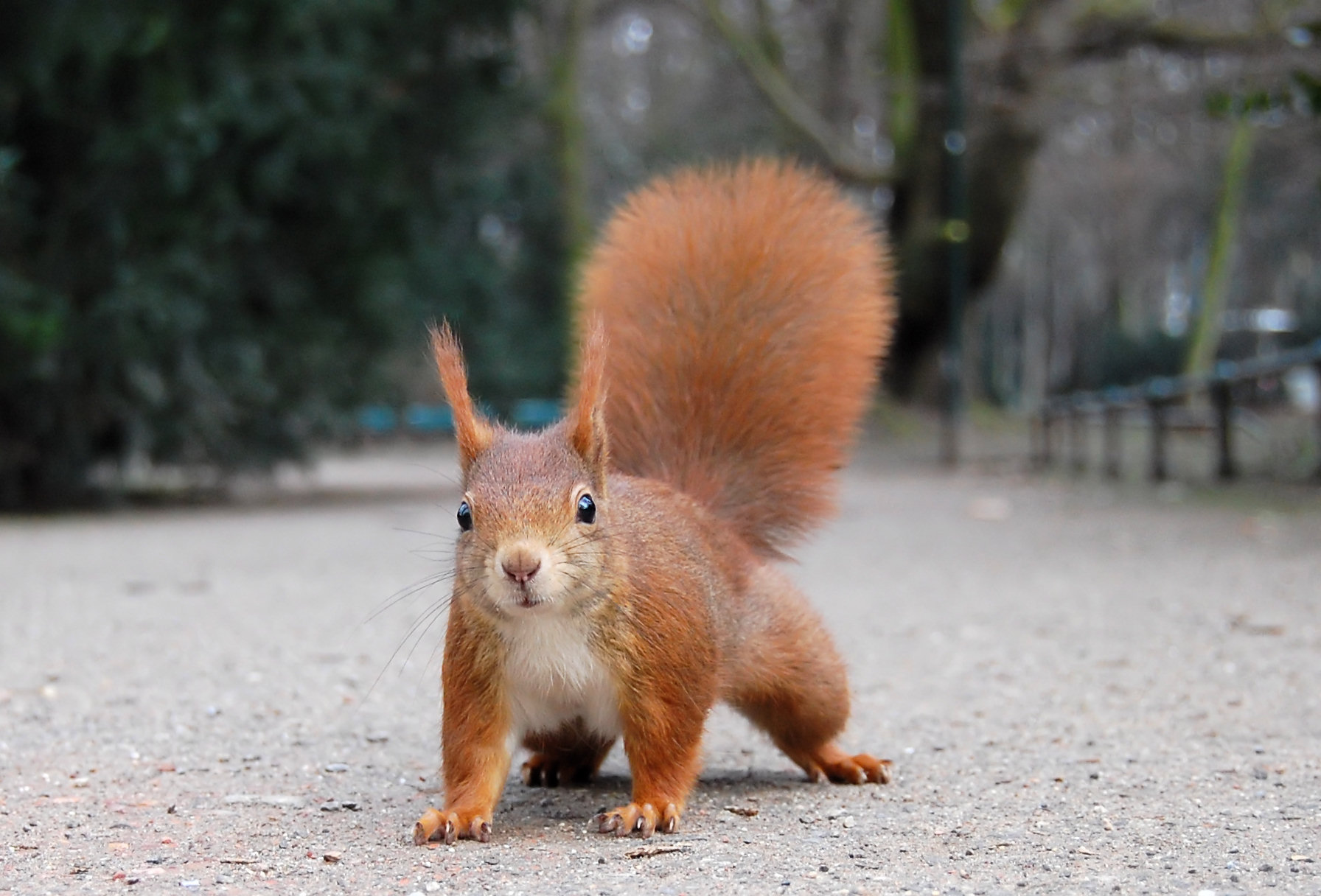
Das Eichhörnchen (Sciurus vulgaris) ist die in Mitteleuropa bekannteste Art der Hörnchen.

Die wissenschaftliche Systematik der Hörnchen geht zurück bis zur Erstbeschreibung des Eurasischen Eichhörnchens und einiger weiterer Hörnchenarten durch Carl von Linné in der 10. Auflage seines Systema naturae. In diesem beschrieb er sechs Gattungen der Nagetiere, darunter auch die Gattung Sciurus. Diese enthielt neben dem eurasischen Eichhörnchen (S. vulgaris) auch die amerikanischen Fuchshörnchen S. niger und S. cinereus, das Europäische Gleithörnchen (S. volans, heute Pteromys volans), das Atlashörnchen (S. getulus, heute Atlantoxerus getulus), das Streifen-Backenhörnchen (S. striatus, heute Tamias striatus) und die nicht zuzuordnende Art Sciurus flavus. Hinzu kamen das Alpenmurmeltier (M. marmota, heute Marmota marmota), das Waldmurmeltier (M. monax, heute Marmota monax) und das Neuweltliche Gleithörnchen (M. volans, heute Glaucomys volans), die den Mäusen in der Gattung Mus zugeordnet wurden.
Die Einordnung der Hörnchen als eigene Familie erfolgte 1817 durch Johann Fischer von Waldheim, der sie in der Adversaria zoologica in den Memoires de la Societe imperiale des naturalistes de Moscou veröffentlichte. Er benannte die Familie nach der von Carl von Linné eingeführten Gattung Sciurus als Sciuriorum und führte die Gattungen Sciurus und Tamias (Illiger, 1811) zusammen. Von dieser Erstbeschreibung wurden sowohl die Familienbezeichnung Sciuridae wie auch die Bezeichnung der Unterfamilie Sciurinae und der Tribus Sciurini abgeleitet. In den folgenden Jahrzehnten wurden viele weitere Arten beschrieben und auf zahlreiche Gattungen der Nagetiere aufgeteilt. 1923 stellte Reginald Innes Pocock eine erste Systematik der Hörnchen zusammen, die mit den Sciurinae, Tamiasciurinae, Funambulinae, Callosciurinae, Xerinae und Marmotinae sechs Unterfamilien enthielt. John Ellerman (1940) überarbeitete die bisherigen Ansätze und erstellte eine moderne Systematik mit sieben Sektionen innerhalb der Hörnchen, wobei er eine Benennung der Kladen vermied. Simpson (1945) übernahm die sechs Gruppen von Pocock, führte sie jedoch auf Tribus-Level weiter. Joseph Curtis Moore (1959) übernahm diese Triben und ergänzte sie um die Ratufini und Protoxerini, in die er einige Arten stellte, die in den Funambulini enthalten waren.
Gromov et al. (1965) erhoben die Erdhörnchen als Marmotinae auf eine Ebene als Unterfamilie, außerdem benannten sie die Xerinae und Sciurinae als Unterfamilien. Heaney (1985) ordnete die als Subtribus behandelten Hyosciurina (Hyosciurus, Prosciurillus, Rubisciurus und Exilisciurus) in die Schönhörnchen (Callosciurini) ein. Emry und Thorington (1984) trennten die Tamiasciurini in die Triben Sciurini und die Tamiini innerhalb der Marmotini. 1982 beschrieben sie zudem das älteste bekannte Hörnchenfossil Douglassciurus als baumlebende Form, aus der sich sowohl die Baumhörnchen wie auch die Flughörnchen entwickelt haben sollen. Sie behandelten entsprechend die Flughörnchen als Schwestergruppe aller anderen Hörnchentaxa. Die Monophylie der Flughörnchen wurde sowohl unterstützt wie auch bestritten, durch molekularbiologische Untersuchungen, etwa durch Mercer and Roth (2003) und Steppan et al. (2004), konnte unter anderem gezeigt werden, dass die Flughörnchen und die Baumhörnchen ein gemeinsames Taxon bilden. Auf dieser Basis wurde die phylogenetische Systematik erneut überarbeitet und führte zu der Systematik, die Thorington et al. 2005 in der 3. Auflage der Mammals of the World vorstellten.
In der Gattung der Ziesel (Spermophilus) wurden lange Zeit fast 40 Arten zusammengefasst, lediglich die Antilopenziesel (Ammospermophilus) wurden wegen zahlreicher Besonderheiten als eigene Gattung geführt. Die große Zahl der Arten hat mehrere Autoren dazu verleitet, eine Unterteilung der Gattung in Untergattungen zu versuchen. Nach einer umfassenden molekularbiologischen Untersuchung wurden die Ziesel jedoch auf insgesamt acht Gattungen aufgeteilt, die den ehemaligen Untergattungen entsprechen. Begründet wurde dies damit, dass die ursprüngliche Zusammenfassung aller Ziesel gegenüber den Murmeltieren (Marmota), den Antilopenzieseln (Ammospermophilus) und den Präriehunden (Cynomys) paraphyletisch war und damit kein gemeinsames Taxon bildete. Die nordamerikanischen Untergattungen der Ziesel wurden daraufhin zu mehreren Gattungen erhoben, in der Gattung Spermophilus im engeren Sinn verblieben nur die paläarktischen Arten der Untergattung Spermophilus aus Eurasien.
Thorington et al. 2012 übernahmen die Ergebnisse der molekulargenetischen Analysen und die darauf aufbauende Neuordnung in ihrem Standardwerk Squirrels of the World. Sie wurde auch im 2016 erschienenen Handbook of the Mammals of the World übernommen:

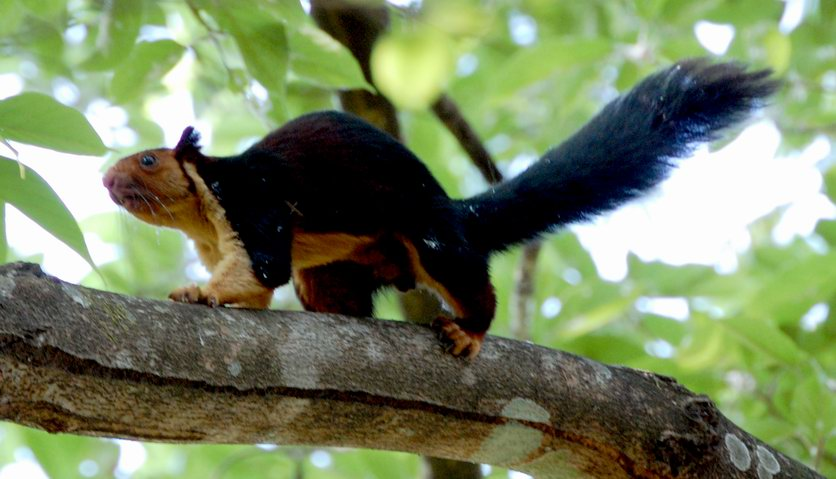
Königsriesenhörnchen (Ratufa indica)

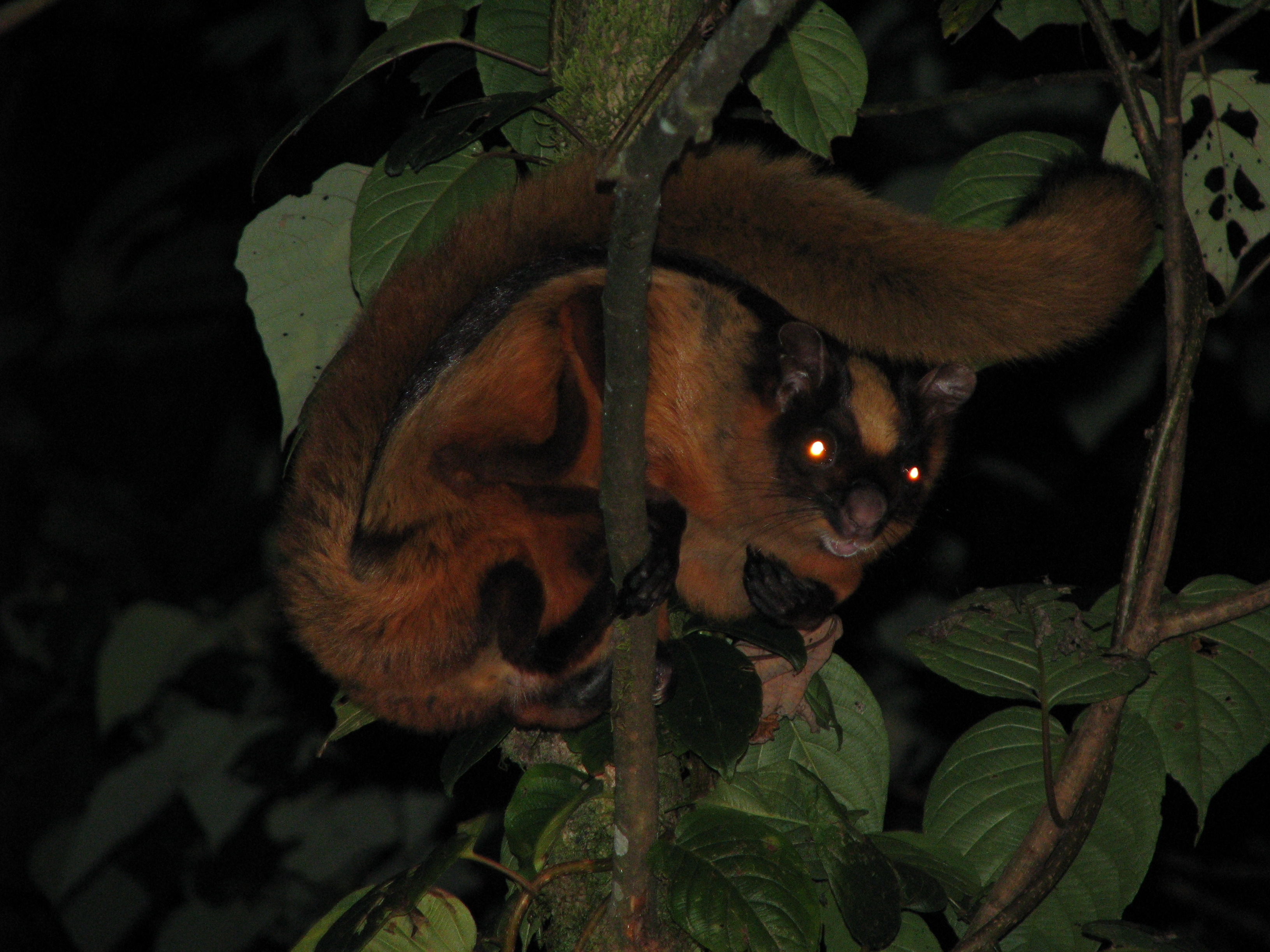
Bhutan-Riesengleithörnchen (Petaurista nobilis singhei)

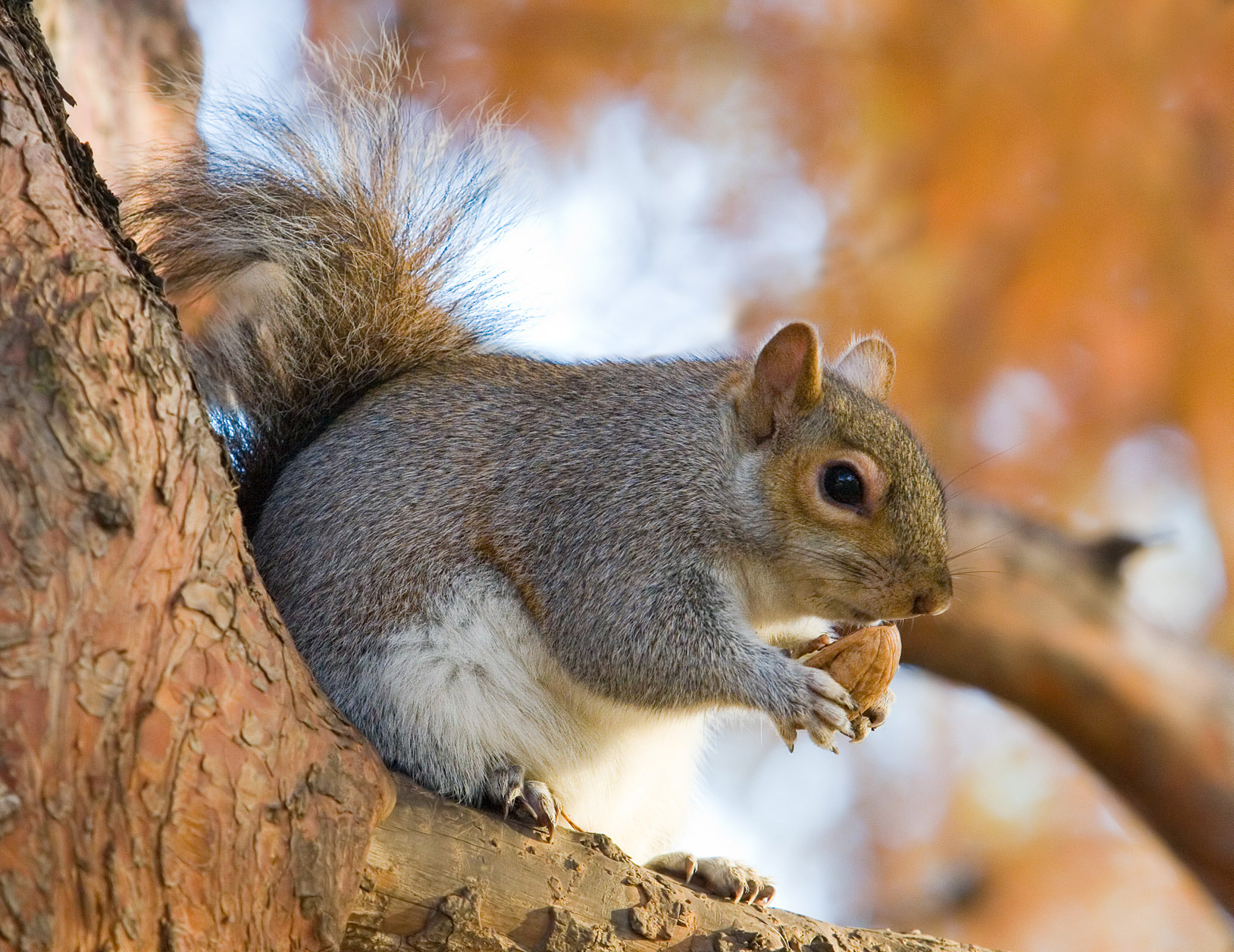
Grauhörnchen (Sciurus carolinensis)

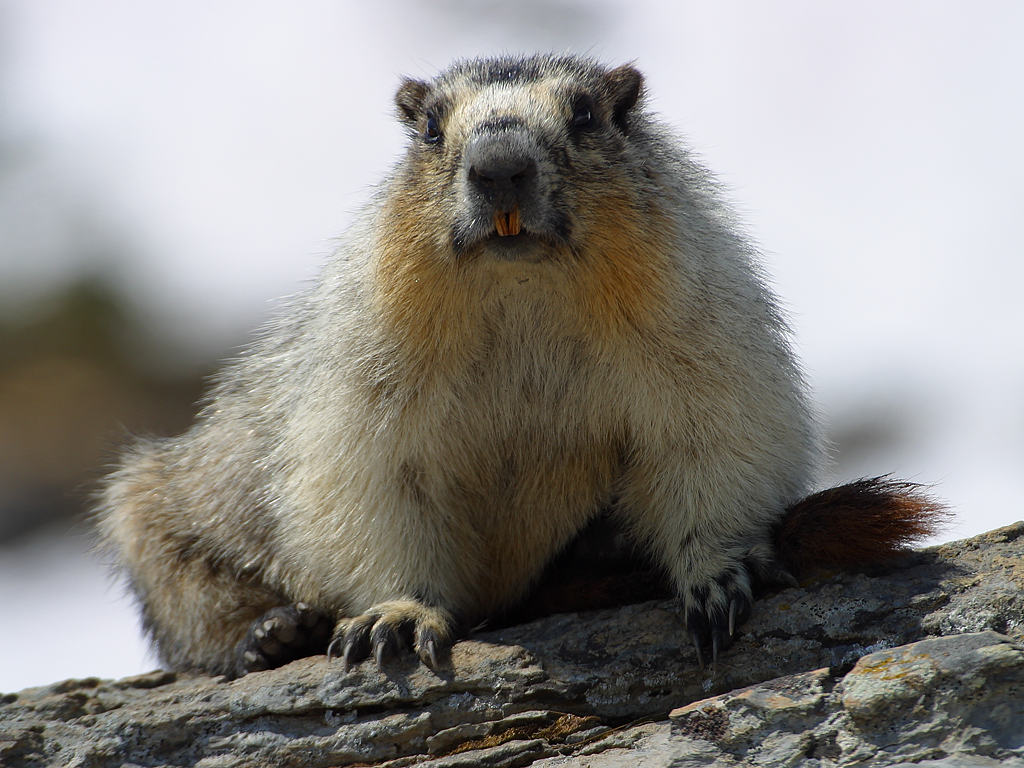
Gelbbauchmurmeltier (Marmota flaviventris)

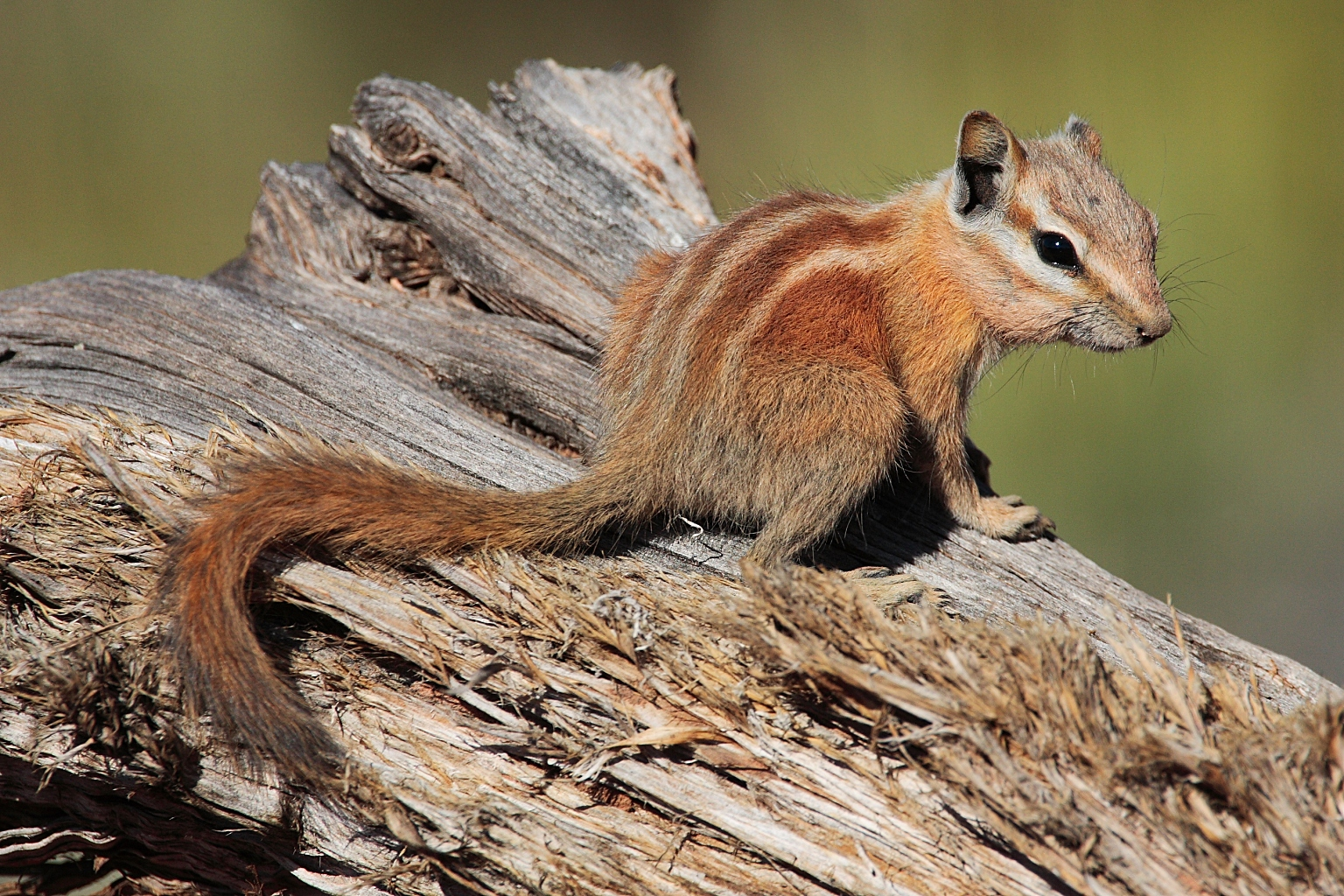
Hopi-Streifenhörnchen (Tamias rufus)

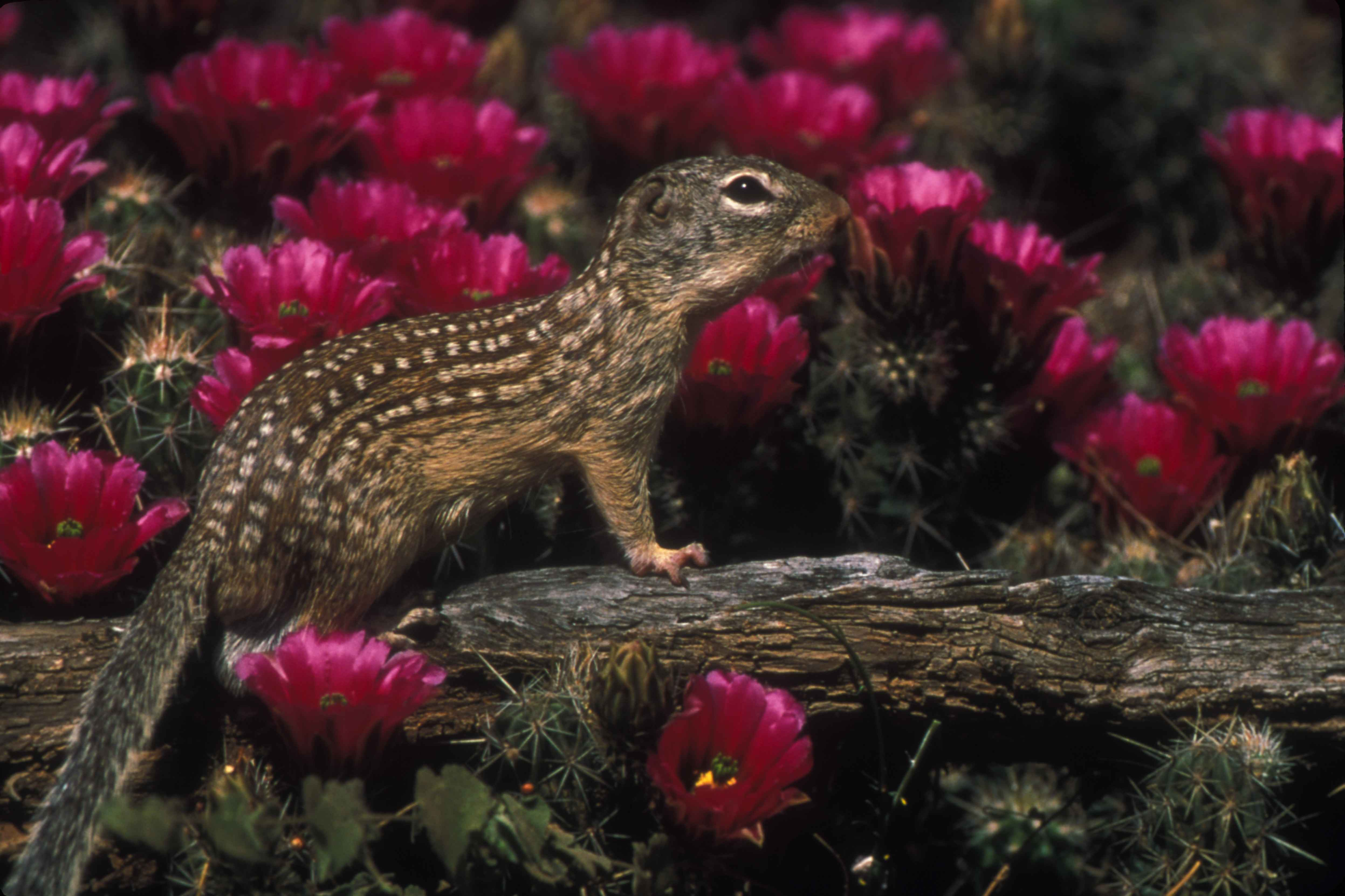
Mexikanischer Ziesel (Ictidomys mexicanus)

- Unterfamilie Riesenhörnchen (Ratufinae)
  - Riesenhörnchen (Ratufa)
- Unterfamilie Sciurillinae
  - Neuweltliches Kleinsthörnchen (Sciurillus)
- Unterfamilie Baum- und Gleithörnchen (Sciurinae)
  - Tribus Baumhörnchen (Sciurini)
    - Neuweltliche Zwerghörnchen (Microsciurus)
    - Borneo-Hörnchen (Rheithrosciurus)
    - Eichhörnchen (Sciurus)
    - Mittelamerikanisches Berghörnchen (Syntheosciurus)
    - Rothörnchen (Tamiasciurus)

  - Tribus Gleithörnchen (Pteromyini)
    - Furchenzahn-Gleithörnchen (Aeretes)
    - Schwarze Gleithörnchen (Aeromys)
    - Haarfuß-Gleithörnchen (Belomys)
    - Biswamoyopterus
    - Kaschmir-Gleithörnchen (Eoglaucomys)
    - Eupetaurus
    - Neuweltliche Gleithörnchen (Glaucomys)
    - Pfeilschwanz-Gleithörnchen (Hylopetes)
    - Iomys
    - Kleinstgleithörnchen (Petaurillus)
    - Riesengleithörnchen (Petaurista)
    - Zwerggleithörnchen (Petinomys)
    - Echte Gleithörnchen (Pteromys)
    - Rauchgraues Gleithörnchen (Pteromyscus)
    - Komplexzahn-Gleithörnchen (Trogopterus)
- Unterfamilie Schönhörnchen (Callosciurinae)
  - Echte Schönhörnchen (Callosciurus)
  - Sunda-Baumhörnchen (Sundasciurus)
  - Rotwangenhörnchen (Dremomys)
  - Asiatische Zwerghörnchen (Exilisciurus)
  - Gestreifte Palmenhörnchen (Funambulus)
  - Borneo-Zwerghörnchen (Glyphotes)
  - Ferkelhörnchen (Hyosciurus)
  - Schwarzstreifenhörnchen (Lariscus)
  - Berdmore-Palmenhörnchen (Menetes)
  - Braune Zwerghörnchen (Nannosciurus)
  - Sulawesi-Zwerghörnchen (Prosciurillus)
  - Langnasenhörnchen (Rhinosciurus)
  - Sulawesi-Riesenhörnchen (Rubrisciurus)
  - Baumstreifenhörnchen (Tamiops)
- Unterfamilie Erdhörnchen (Xerinae)
  - Tribus Borstenhörnchen (Xerini)
    - Atlashörnchen (Atlantoxerus)
    - Afrikanische Borstenhörnchen (Xerus)
    - Zieselmäuse (Spermophilopsis)

  - Tribus Protoxerini
    - Afrikanische Palmenhörnchen (Epixerus)
    - Rotschenkelhörnchen (Funisciurus)
    - Sonnenhörnchen (Heliosciurus)
    - Afrikanische Zwerghörnchen (Myosciurus)
    - Afrikanische Buschhörnchen (Paraxerus)
    - Ölpalmenhörnchen (Protoxerus)

  - Tribus Echte Erdhörnchen (Marmotini)
    - Antilopenziesel (Ammospermophilus)
    - Callospermophilus
    - Präriehunde (Cynomys)
    - Ictidomys
    - Murmeltiere (Marmota)
    - Notocitellus
    - Otospermophilus
    - Poliocitellus
    - Chinesische Rothörnchen (Sciurotamias)
    - Ziesel (Spermophilus)
    - Streifenhörnchen (Tamias)
    - Urocitellus
    - Xerospermophilus

## Etymologie
Die für die gesamte Nagerfamilie verwendete deutsche Bezeichnung Hörnchen wurde im 19. Jahrhundert sprachwissenschaftlich unrichtig von Eichhörnchen aus gebildet. Für Einzelheiten siehe Eichhörnchen#Wortherkunft.
Von der in der Antike verbreiteten Ansicht, dass sich Eichhörnchen mit ihrem gewaltigen Schwanz selber Schatten geben könnten, stammt ihr griechischer (in die wissenschaftliche Gattungsbezeichnung eingegangener) Name σκιοῦρος skiuros („Schattenschwanz“).